# Говард, Томас, 5-й герцог Норфолк
Томас Говард (англ. Thomas Howard; 9 марта 1627, Арундел-хаус, Лондон, Королевство Англия — 13 декабря 1677, Падуя, Венецианская республика) — английский аристократ, 23-й граф Арундел с 1652 года, 5-й герцог Норфолк с 1660 года.

## Биография
Томас Говард родился 9 марта 1627 года в Арундел-хаусе в Лондоне. Он был старшим сыном Генри Фредерика Говарда, 22-го графа Арундела (1608—1652), и его жены Элизабет Стюарт (1610—1674) и принадлежал, таким образом, к одной из самых знатных и влиятельных семей Англии. Томас получил образование в Утрехтском университете. 17 апреля 1652 года, после смерти отца, он унаследовал титулы 23-го графа Арундела, 5-го графа Суррея, 3-го графа Норфолка, 2-го барона Моубрея, 17-го барона Сегрейва и 16-го барона Моубрея, а в июне 1654 года, после смерти своей бабки Алетеи Говард, графини Арундел, получил титулы 15-го барона Толбота, 15-го барона Стрейнджа из Блэкмера и 14-го барона Фёрниволла.
Король Англии Карл II, заняв престол в 1660 году, восстановил для Говарда титул герцога Норфолка, конфискованный после казни его прапрадеда в 1572 году.
Томас Говард страдал психической болезнью, а потому не мог жениться и исполнять связанные с его саном обязанности. Большую часть жизни он провёл в больнице в Падуе, где и умер в 1677 году. Его титул унаследовал младший брат Генри Говард.